# Gustave Garrigou
Pour les articles homonymes, voir Garrigou.

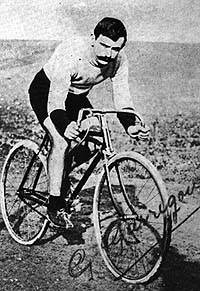
Gustave Garrigou, toujours en 1907.

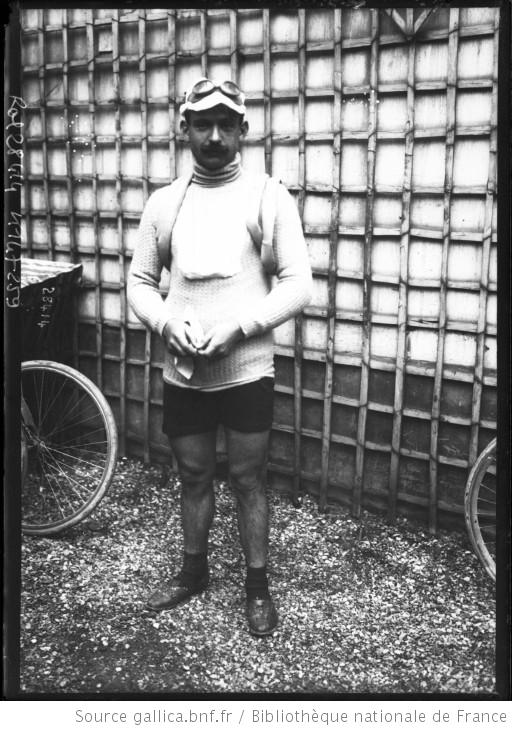
Gustave Garrigou en 1913.

Cyprien Gustave Garrigou, plus communément appelé Gustave Garrigou, né le 24 septembre 1884 à Jaoul, dans la commune de Vabre-Tizac (Aveyron) et mort le 25 janvier 1963 à Esbly, est un coureur cycliste français, vainqueur du Tour de France en 1911.

## Biographie
Cyprien Gustave Garrigou, né à Jaoul de Vabre-Tizac le 24 septembre 1884, est le fils de Paul Louis Marie Garrigou, régisseur à Salles-la-Source, filateur à Jaoul et épicier à Pantin et de Marie Elisabeth dite Elisa Brémond.
Il est le sixième d'une fratrie de dix enfants.
Il se marie à Pantin le 30 septembre 1909 avec Céline Adèle Louise Prévost.
Ils ont deux enfants : Suzanne mariée à André Guillot et Lucien marié à Denise Olivier.
Mécanicien puis cycliste professionnel de 1907 à 1914, il porte les couleurs de Peugeot (1907-1908), puis d’Alcyon (1909-1912) avant un retour chez Peugeot (1913-1914).
Après sa retraite sportive, Gustave Garrigou ouvre une quincaillerie à Vaires-sur-Marne, en Seine-et-Marne. Il meurt à Esbly le 28 janvier 1963 à l'âge de 78 ans, d'une congestion pulmonaire.
La commune de Vabre-Tizac lui a rendu hommage à l'occasion du passage du Tour de France en 2011 au lieu-dit la Baraque-Lortal sur la commune voisine de La Bastide-l'Évêque. Une exposition sur la vie de Garrigou a eu lieu tandis que les champions cyclistes Bernard Hinault et Bernard Thévenet ont inauguré une plaque hommage au cycliste ainsi qu'un vélo géant réalisé par les retraités de la commune.

## Distinctions
- Croix de guerre 1914-1918, étoile de bronze (1916)

## Palmarès

### Palmarès amateur
- 1903
  - Thiais-Versailles-Thiais
  - 2e de Paris-Nemours
  - 2e de Paris-Provins
- 1904
  - Paris-Amiens
  - Paris-Louviers
  - Paris-Reims
  - 3e de Paris-Dieppe
- 1905
  - Paris-Amiens
  - Paris-Dieppe
  - Grand Prix d'Amiens
  - 2e de Paris-Provins-Paris
  - 3e de Paris-Caen
  - 3e de Paris-Gien

### Palmarès professionnel
- 1907
  -  Champion de France sur route
  - Paris-Bruxelles
  - 10e et 12e étapes du Tour de France
  - Tour de Lombardie
  - 2e de Milan-San Remo
  - 2e du Tour de France
  - 3e de Bordeaux-Paris
  - 4e de Paris-Roubaix
- 1908
  -  Champion de France sur route
  - 2e et 3e étapes du Tour de Belgique
  - 2e du Tour de Belgique
  - 4e du Tour de France
  - 6e de Paris-Bruxelles
  - 8e de Paris-Roubaix
- 1909
  - 12e étape du Tour de France
  - 2e de Sedan-Bruxelles
  - 2e de Paris-Bruxelles
  - 2e du Tour de France
  - 3e de Paris-Liège
  - 6e du Tour de Lombardie
  - 7e de Paris-Roubaix
- 1910
  - Circuit de Brescia
  - 13e étape du Tour de France
  - 3e du Tour de France
  - 5e de Paris-Bruxelles
  - 6e de Paris-Roubaix
- 1911
  - Milan-San Remo
  - Tour de France :
    - Classement général
    - 1re et 13e étapes

  - 2e de Bordeaux-Paris
  - 2e du championnat de France sur route
  - 4e de Paris-Roubaix
  - 9e de Paris-Bruxelles
- 1912
  - 2e de Milan-San Remo
  - 2e de Paris-Roubaix
  - 3e de Bordeaux-Paris
  - 3e du Tour de France
- 1913
  - 8e étape du Tour de France
  - 2e du Tour de France
  - 8e de Paris-Bruxelles
  - 9e de Milan-San Remo
  - 10e de Paris-Tours
- 1914
  - 11e étape du Tour de France
  - 5e du Tour de France

### Résultats sur le Tour de France
8 participations 
- 1907 : 2e du classement général et vainqueur des 10e et 12e étapes
- 1908 : 4e du classement général
- 1909 : 2e du classement général et vainqueur de la 12e étape
- 1910 : 3e du classement général et vainqueur de la 13e étape
- 1911 : Vainqueur du classement général, leader pendant 13 jours et vainqueur des 1re et 13e étapes
- 1912 : 3e du classement général
- 1913 : 2e du classement général et vainqueur de la 8e étape
- 1914 : 5e du classement général et vainqueur de la 11e étape